# Siip
Siip（シープ）とは、クリスマスイブの日に突然現れた謎に満ちた人物である。作詞・作曲、アレンジ、ボーカル、演奏、プロデュースを手がける詳細不明のシンガーソングクリエイター。

## 概要
プロフィールには「特定のイメージを持たない神出鬼没のファントム（幻影）表現者」とある。顔出しをすることなく、自身が作品の意図を説明することもない。一点もののハンドペイント感覚によってクリエーションを広げ、ノンカテゴライズな歌を響かせながら、インナートリップ・サウンドスケープを創出する。実はこれまで、YouTube上には、Siipの作品が点在していたが、コロナ禍に入ってから、作品は一旦リセットされた。
「Siip」とは「羊（Sheep）」を意味するワードであり、世界中の神話や宗教に逸話を持つ生き物である。
楽曲のサウンドミックスは、リゾ、24kGoldn、HAIM、ケイティ・ペリー、セレーナ・ゴメス、チャーリー・プース、カミラ・カベロ、アリゾナ・ザーヴァス等を手がけたChris Galland（Overseen by Manny Marroquin）が担当している。

## 来歴
2020年
- 12月24日、1stデジタルシングル「Cuz I」をリリースし、デビュー。

2021年
- 2月12日、2ndデジタルシングル「2」をリリース[4]。
- 6月25日、3rdデジタルシングル「πανσπερμία」をリリース[5]。
- 10月27日、1stアルバム『Siip』をリリース[6]。

## ディスコグラフィ

### アルバム
|     | 発売日         | タイトル | 規格                            | 規格品番                      | 順位 |
| --- | -------------- | -------- | ------------------------------- | ----------------------------- | ---- |
| 1st | 2021年10月27日 | Siip     | CD+Blu-ray+タロットカード+GOODS | UPCH-29405（完全生産限定BOX） | 33位 |
| 1st | 2021年10月27日 | Siip     | CD+Blu-ray+タロットカード       | UPCH-20590（通常盤）          | 33位 |

### 配信限定シングル
|     | 配信日         | タイトル   | 規格                   | 作品番号 | 収録アルバム |
| --- | -------------- | ---------- | ---------------------- | -------- | ------------ |
| 1st | 2020年12月24日 | Cuz I      | デジタル・ダウンロード | Sp.001   | Siip         |
| 2nd | 2021年2月12日  | 2          | デジタル・ダウンロード | Sp.002   | Siip         |
| 3rd | 2021年6月25日  | πανσπερμία | デジタル・ダウンロード | Sp.003   | Siip         |

## ライブ

### Siip "The first saga ～Cuz I & 2～"
2021年10月27日、公式Twitterにて「Siip "The first saga ～Cuz I & 2～" 2021.10.30 Sat. 10:00p.m.」と投稿され、予定時刻には、ピアニストの演奏と共に「Cuz I」と「2」を歌う映像がプレミア公開された。なお、現在は非公開となっている。
2022年12月23日には、公式Twitterにて「Observe once again at the moment of the beginning.（始まりの瞬間をもう一度観察してみよう。）」と投稿され、12月24日午前0時に、星空を背景に「"THE FIRST SAGA ～CUZ I & 2～" REPLAY FOR A LIMITED TIME」と書かれた画像が投稿され、一回限りで公開された「Siip "The first saga ～Cuz I & 2～"」が再投稿された。

### Mrs. GREEN APPLE ARENA TOUR 2023 "NOAH no HAKOBUNE"
ロックバンド・Mrs. GREEN APPLEが、2023年7月から8月にかけて開催したアリーナツアー「Mrs. GREEN APPLE ARENA TOUR 2023 "NOAH no HAKOBUNE"」に、Siipが登場した。公演中、突然、Mrs. GREEN APPLEのメンバーがステージから去ると、何の前触れもなくSiipが現れ「scenario」を披露した。その後、何事もなかったかのように再びメンバーが登場し、公演を続けた。ツアー終了後、公式が掲載したセットリストには「scenario by Siip」と記載された。
2025年2月6日には、公式YouTubeにてライブの映像「Siip - scenario (from “NOAH no HAKOBUNE”)」が公開された。